# Beauce-Centre
Beauce-Centre, connue jusqu'en 2022 sous le nom de Robert-Cliche, est une municipalité régionale de comté du Québec située dans la région administrative de Chaudière-Appalaches et constituée le 1er janvier 1982. Son chef-lieu est Beauceville. Elle est composée de 10 municipalités : 2 villes, 3 municipalités et 4 paroisses et un village.

## Histoire
Initialement, la MRC est nommée en l'honneur de l'homme politique beauceron Robert Cliche.
Le 30 juillet 2022, son nom est officiellement changé pour celui de Beauce-Centre.

## Géographie
Située au centre de la Beauce, de part et d'autre de la rivière Chaudière, la MRC Beauce-Centre s'étend sur 838,37 kilomètres carrés. Le territoire de la MRC Beauce-Centre est caractérisé par la présence de la Chaudière et ses terres fertiles et de plateaux localisés de chaque côté. Le mont Sainte-Marguerite, à l'extrémité nord-ouest du territoire, présente la plus haute altitude, à 671 mètres. La rivière Chaudière draine la presque totalité des eaux de ce territoire, à l'exception d'une portion, au nord-est, qui est drainée par la rivière Etchemin. Environ 50% de la population de la MRC Beauce-Centre habite en milieu urbain.

### Entités territoriales
La MRC est constituée de dix municipalités locales.
| Nom                        | Statut                   | Population 2021 | Superficie (km2) | Densité (h/km2) | Ref. |
| -------------------------- | ------------------------ | --------------- | ---------------- | --------------- | ---- |
| Beauceville                | Ville                    | 6 185           | 166,2            | 37,21           |      |
| Saint-Alfred               | Municipalité             | 519             | 43,9             | 11,82           |      |
| Saint-Frédéric             | Municipalité de paroisse | 1 065           | 72,3             | 14,73           |      |
| Saint-Joseph-de-Beauce     | Ville                    | 5 014           | 116              | 43,22           |      |
| Saint-Joseph-des-Érables   | Municipalité             | 377             | 52,4             | 7,19            |      |
| Saint-Jules                | Municipalité de paroisse | 547             | 55,7             | 9,82            |      |
| Saint-Odilon-de-Cranbourne | Municipalité             | 1 407           | 130,5            | 10,78           |      |
| Saint-Séverin              | Municipalité de paroisse | 300             | 58,7             | 5,11            |      |
| Saint-Victor               | Municipalité             | 2 313           | 121,8            | 18,99           |      |
| Tring-Jonction             | Municipalité de village  | 1 526           | 27,3             | 55,9            |      |
| Total                      | Total                    | 19 253          | 844,8            | 22,79           |      |

## Démographie
| 1986   | 1991   | 1996   | 2001   | 2006   | 2011   | 2016   | 2021   |
| ------ | ------ | ------ | ------ | ------ | ------ | ------ | ------ |
| 18 717 | 18 586 | 18 712 | 18 771 | 18 790 | 19 288 | 19 125 | 19 253 |

## Administration
| Période | Période  | Identité           | Étiquette                           | Qualité |
| ------- | -------- | ------------------ | ----------------------------------- | ------- |
| 1982    | 1993     | J-Raymond Mathieu  | Maire de Beauceville                |         |
| 1993    | 1996     | Gabriel Jacques    | Maire de Saint-Joseph-de-Beauce     |         |
| 1996    | 2003     | H-Marcel Veilleux  | Maire de Beauceville                |         |
| 2003    | 2005     | Jean-Noel Ouellet  | Maire de Saint-Séverin              |         |
| 2005    | 2009     | Marc-André Labbé   | Maire de Saint-Odilon-de-Cranbourne |         |
| 2009    | 2015     | Jean-Roch Veilleux | Maire de Saint-Alfred               |         |
| 2015    | 2018     | Luc Provençal      | Maire de Beauceville                |         |
| 2018    | En cours | Jonathan V. Bolduc | Maire de Saint-Victor               |         |

```
                       
LISTE DES DIRECTEURS-GÉNÉRAUX

                   1982:Héliodore Rodrigue
                   1982-1989:Gilles Fortin
                   1989-2017:Gilbert Caron
                   2017-2018:Michel Légaré
                   2018-présent:Jacques Bussières
```

## Éducation
L'éducation en français est prodiguée par le Centre de services scolaire de la Beauce-Etchemin (anciennement la Commission scolaire de la Beauce-Etchemin). 